# Groszkowo (wieś w województwie warmińsko-mazurskim)
Groszkowo – wieś w Polsce, położona w województwie warmińsko-mazurskim, w powiecie olsztyńskim, w gminie Purda.
W latach 1975–1998 miejscowość administracyjnie należała do województwa olsztyńskiego. Wieś znajduje się w historycznym regionie Warmia.